# Erodium maritimum
Erodium maritimum là một loài thực vật có hoa trong họ Mỏ hạc. Loài này được L'Hér. ex Aiton mô tả khoa học đầu tiên năm 1789.

## Hình ảnh

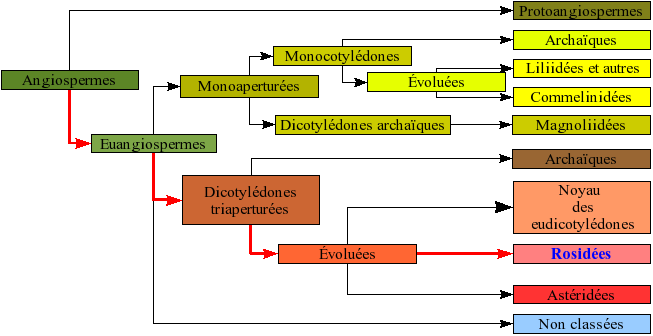